# Lysandra roystonensis
Lysandra roystonensis är en fjärilsart som beskrevs av Picket 1914. Lysandra roystonensis ingår i släktet Lysandra och familjen juvelvingar. Inga underarter finns listade i Catalogue of Life.